# Хоженцин
Хоженцин (пол. Chorzęcin) — село в Польщі, у гміні Томашув-Мазовецький Томашовського повіту Лодзинського воєводства.
Населення — 256 осіб (2011).
У 1975-1998 роках село належало до Пйотрковського воєводства.

## Демографія
Демографічна структура станом на 31 березня 2011 року:
|          | Загалом | Допрацездатний вік | Працездатний вік | Постпрацездатний вік |
| -------- | ------- | ------------------ | ---------------- | -------------------- |
| Чоловіки | 115     | 26                 | 78               | 11                   |
| Жінки    | 141     | 31                 | 87               | 23                   |
| Разом    | 256     | 57                 | 165              | 34                   |